# Himantigera nigrifemorata
Himantigera nigrifemorata är en tvåvingeart som först beskrevs av Macquart 1847.  Himantigera nigrifemorata ingår i släktet Himantigera och familjen vapenflugor. Inga underarter finns listade i Catalogue of Life.